# Garry Birtles
Garry Birtles (ur. 27 lipca 1956 w Nottingham) – były angielski piłkarz występujący na pozycji napastnika.

## Kariera klubowa
Garry Birtles seniorską karierę rozpoczynał w 1976 roku w Nottingham Forest. W Arsenalu zadebiutował w marcu 1977 w meczu z Hull City w Second Division. Z Forest zdobył mistrzostwo Anglii 1978, Puchar Ligi Angielskiej w 1979, Puchar Europy w 1979, 1980 oraz Superpuchar Europy w 1979. W 1980 przeszedł do Manchesteru United.
W 1982 powrócił do Forest i występował w nim do 1987. Ogółem w barwach Nottingham wystąpił 212 razy i strzelił 70 bramek.
W 1987 przeszedł do trzecioligowego Notts County. Ostatnim klubem w jego karierze było Grimsby Town, w którym występował w latach 1988-1991. Z Grimsby awansował z czwartej do drugiej ligi.

## Kariera reprezentacyjna
W reprezentacji Anglii Garry Birtles zadebiutował 13 maja 1980 w towarzyskim meczu z Argentyną. W tym samym roku Birtles został powołany do kadry na mistrzostwa Europy. Na Euro 80 wystąpił w meczu z Włochami. Trzeci i ostatni raz Birtles wystąpił w reprezentacji 15 października 1980 w przegranym 1-2 meczu eliminacji mistrzostw świata 1982 z Rumunią w Bukareszcie.

## Późniejsze lata
Po zakończeniu piłkarskiej kariery Birtles został trenerem i w latach 1997-1999 prowadził prowincjonalny klub Gresley Rovers. Po rezygnacji z pracy trenerskiej został komentatorem sportowym w telewizji Sky Sports oraz lokalnym radiu.